# Viktor Losev
Viktor Vasil'evič Losev (in russo Виктор Васильевич Лосев?; Murom, 25 gennaio 1959) è un allenatore di calcio ed ex calciatore sovietico, dal 1991 russo, di ruolo difensore.

## Carriera

### Club
Ha giocato con numerosi club sovietici, tra cui la Dinamo Mosca.

### Nazionale
Il 29 agosto 1987 ha debuttato con la Nazionale sovietica in un'amichevole contro la Jugoslavia.

## Palmarès

### Giocatore

#### Nazionale
- Oro olimpico: 1

Seul 1988